# Lobby
Pour les articles homonymes, voir Lobby (homonymie).
Pour les articles ayant des titres homophones, voir Lobi.
Cet article possède un paronyme, voir Lauby.

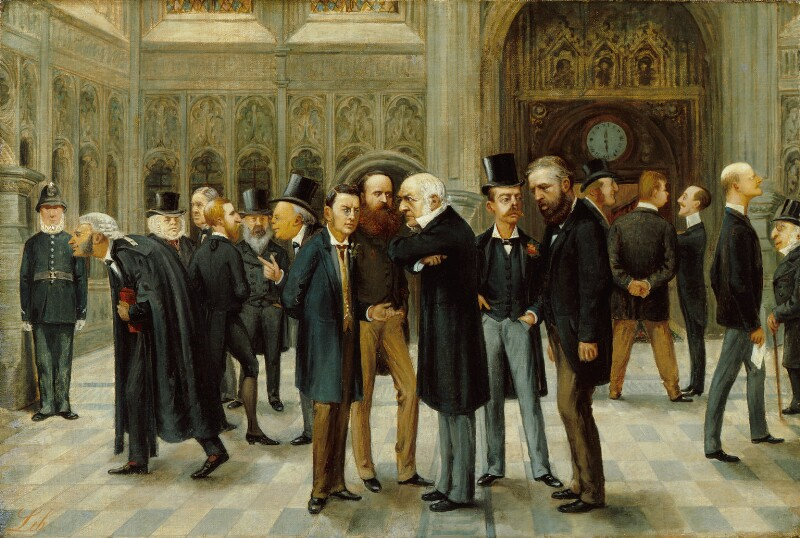
Le lobby de la Chambre des communes du Royaume-Uni, multi-portrait du caricaturiste Liborio Prosperi pour le journal satirique Vanity Fair, 1886.

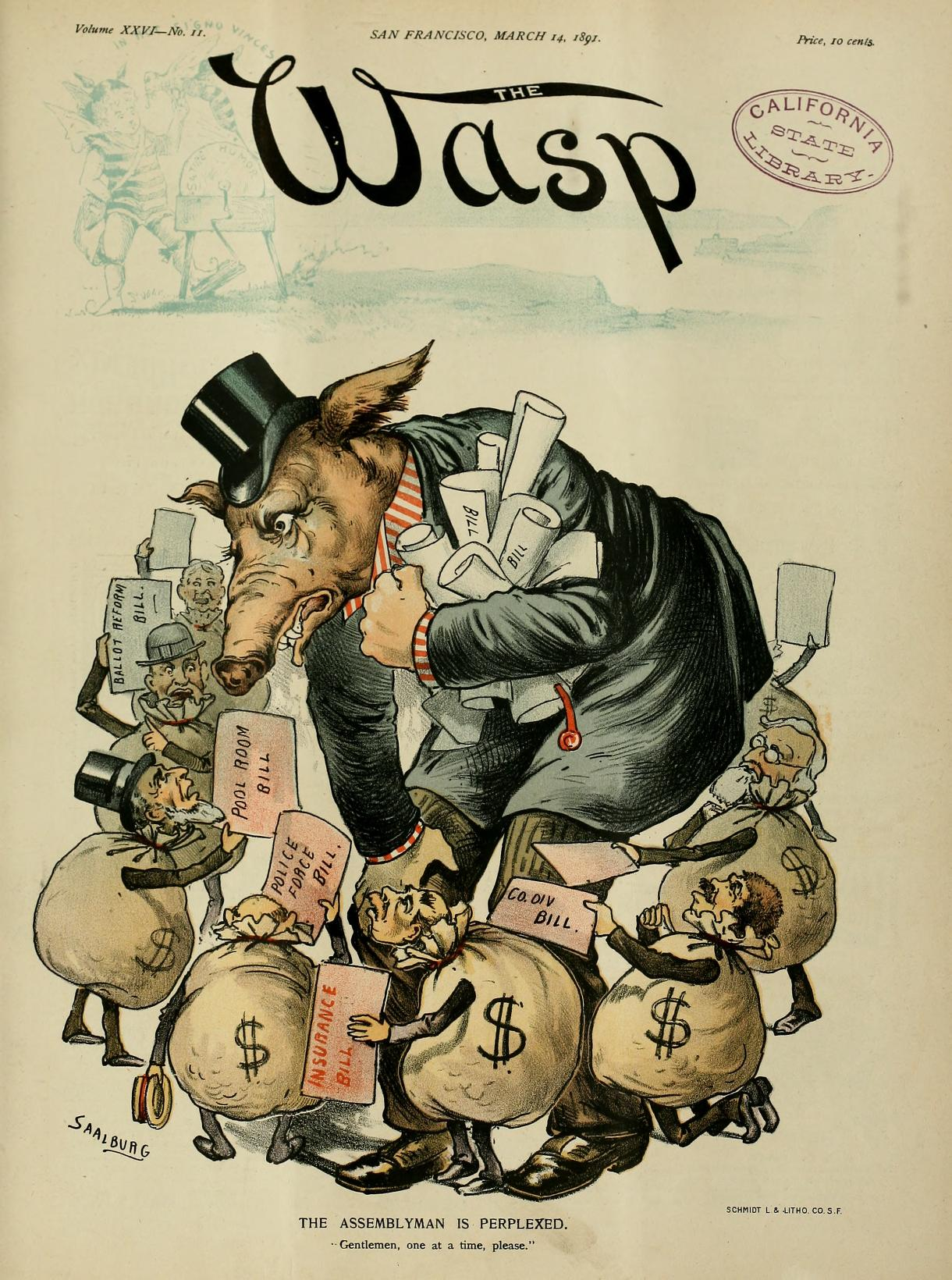
Caricature de 1891 sur le lobbying aux États-Unis.

Un lobby, ou groupe d'intérêt, groupe de pression, groupe d'influence, est un groupe de personnes créé pour promouvoir et défendre des intérêts, en exerçant des pressions ou une influence sur des personnes ou des institutions publiques détentrices de pouvoir. Ces actions, menées par des représentants d'intérêts, sont le lobbying, qui consiste « à procéder à des interventions destinées à influencer de façon officielle ou officieuse, directement ou indirectement l'élaboration, l'application ou l'interprétation de mesures législatives, normes, règlements et plus généralement, toute intervention ou décision des pouvoirs publics ». Par exemple, le rôle d'un lobby sera « d'infléchir une norme, d'en créer une nouvelle ou de supprimer des dispositions existantes ».
Le lobbying est la partie du plaidoyer qui se rapporte spécifiquement aux activités visant à influencer une législation.

## Historique
Le mot anglais lobby signifie au sens premier « antichambre », « vestibule » ou « couloir ». En Angleterre, les premières utilisations politiques de ce terme remontent au XIXe siècle. Dès 1830, l'expression « the lobby of the House » désignait les « couloirs de la Chambre des communes », la « salle des pas perdus » où les membres de groupes de pression pouvaient venir « faire les couloirs », c'est-à-dire discuter avec les members of Parliament (parlementaires). De même, aux États-Unis, lors de la guerre de Sécession, le général Grant, après l'incendie de la Maison-Blanche, s'était installé dans l'hôtel Willard dont le rez-de-chaussée (lobby) était envahi par des groupes d'intérêt. Aujourd'hui encore, à la Maison-Blanche, cette salle est accessible à de tels groupes.
Historiquement, plusieurs grandes décisions sont le fruit du lobbying. En 1902, par exemple, celle du choix de Panama pour relier l'océan Atlantique et l'océan Pacifique.
Le site de Panama, en difficulté, éclaboussé par la faillite et par le scandale encore récents, se trouve alors en compétition avec celui du Nicaragua. L'ingénieur Philippe Bunau-Varilla et l'avocat d'affaires, décrié, William Nelson Cromwell développent une stratégie d'influence auprès de la présidence américaine ainsi que du Congrès américain, pour favoriser le choix de Panama. Le 16 juin 1902 les membres du Congrès américain reçoivent des enveloppes comportant des timbres montrant l'activité volcanique du Nicaragua. Contre la recommandation de la Commission parlementaire Walker, l'amendement Spooner permet l'acquisition des droits pour quarante millions de dollars. Le vote du 19 juin 1902 dégage cinq voix d'avance en faveur du Panama, à l'issue du parcours juridique du projet.
Le Traité Hay-Bunau-Varilla du 13 novembre 1903 conclut ainsi la vente des droits d'exploitation et de construction du canal aux États-Unis. L'ouvrage sera creusé au Panama.

## Définition
Le mot lobby est employé en Europe pour désigner les groupes d'intérêts eux-mêmes. Ces groupes interviennent dans les espaces étroitement liés aux médias afin d'influencer les journalistes, dans les milieux de la recherche afin d'influencer les chercheurs et auprès des pouvoirs publics afin d'y faire entendre leurs revendications ou de les influencer par divers moyens.
D'un point de vue plus traditionnel, on préfère qualifier les lobbies de « groupes d'influence », de « groupes d'intérêts » ou encore de « groupes de pression » ; la notion de « lobbies » suppose que le groupe de défense d'intérêts organise sa représentation et son action auprès des décideurs politiques.
Les opérations lancées par les professionnels du lobbying (lobbyistes), parfois élaborées de façon non transparente, ont amené certains pays à l'encadrer par une législation (tout particulièrement les États-Unis, dès 1945, puis le Canada en 2005).

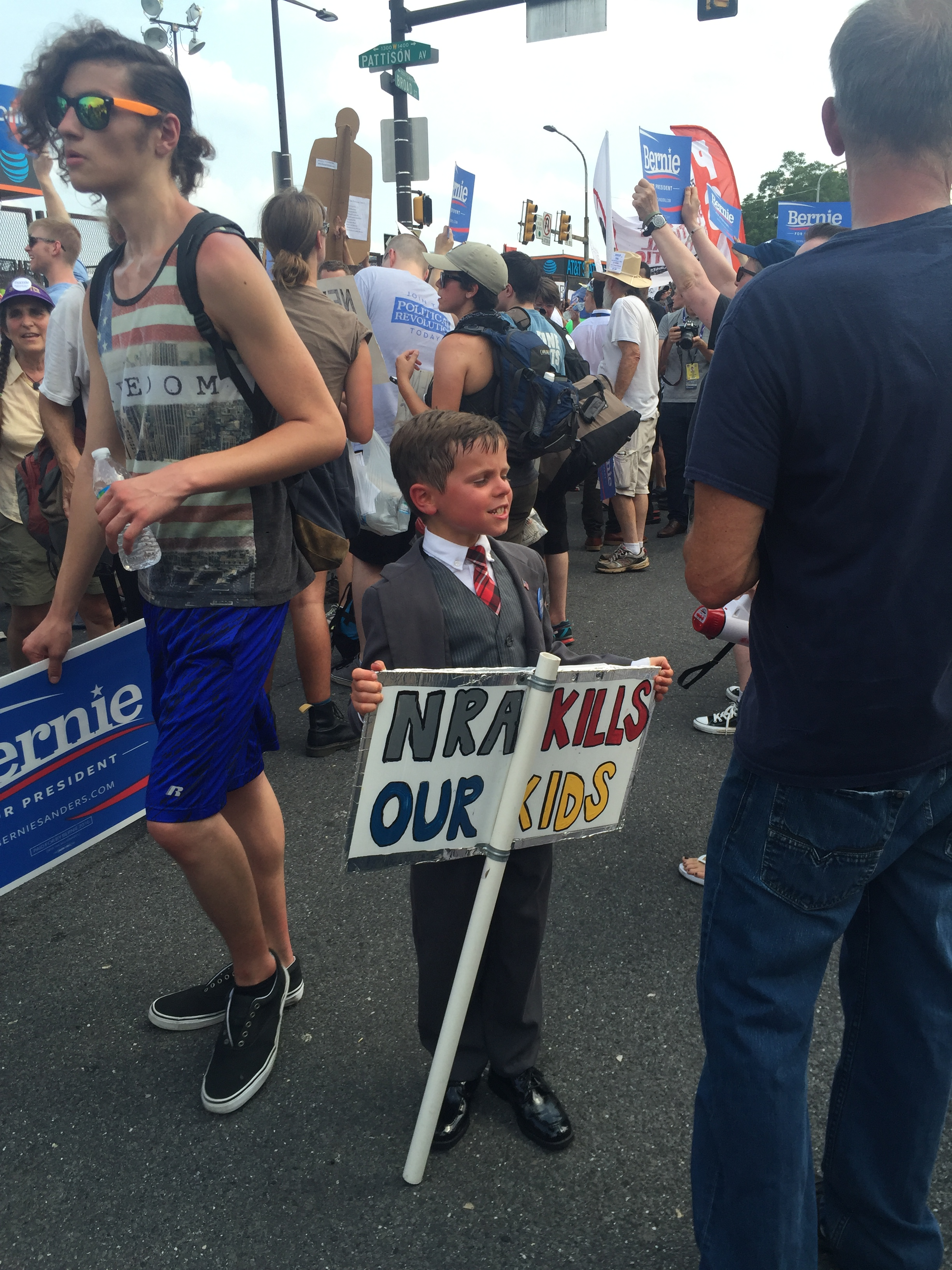
Des protestataires pro-démocrates manifestent entre autres, non loin du Roosevelt Park à Philadelphie en juillet 2016, à l'encontre des influences de pouvoir qu'exercerait la National Rifle Association of America au sein du Parti républicain.

En Europe, le législateur hésite encore à fixer des règles de transparence obligatoires. Le lobbying est ainsi souvent chargé d'une connotation péjorative du fait qu'il constitue une forme de contournement de la démocratie représentative traditionnelle. Cette connotation péjorative s'est encore renforcée au cours des années 1980 et 1990 avec l'éclatement de crises sanitaires (amiante, sang contaminé, farine animale, éthers de glycol, etc.) où le rôle de certains groupes de pression industriels ou corporatistes, minimisant les risques grâce à l'action de cabinets de lobbying, a été dénoncé par des chercheurs scientifiques (notamment les toxicologues Henri Pézerat et André Cicolella) et des associations de victimes. Par exemple, il arrive que des stratégies de lobbying mises en œuvre par des industriels aillent jusqu'à fourvoyer le système de prévention sanitaire afin de maintenir le commerce de produits qui ont un effet délétère.

## Typologie
On trouve habituellement la distinction entre, d'une part les acteurs économiques (« professionnal lobbies ») : groupes industriels ou financiers, entreprises multinationales ou organisées en filières, organisations professionnelles, syndicats, fédérations, etc., et d'autre part, les organisations non gouvernementales et les associations quand celles-ci s'organisent pour démarcher régulièrement les élus (« citizens lobbies » ou « non profit groups »). En France, la première catégorie de lobbies n'est pas aussi appréciée que la seconde. Ce classement, issu de la recherche anglo-saxonne, s'est imposé face à une recherche européenne très peu fournie en matière de groupes d'intérêt. Il fait l'objet d'un débat en Europe quand il s'agit d'associations qui défendent des causes qu'elles présentent comme relevant de l'intérêt général. Elle est contestée, par exemple, par le réseau d'associations ETAL (Encadrement et transparence des activités de lobbying), par la Fondation Sciences Citoyennes, de même que par des élus et par des commentateurs spécialisés.
Chaque lobby dispose d'outils d'influence (clubs de réflexion et d'influence dits aussi « think tanks », lobbyistes et cabinets de lobbying ou de conseils, avocats, associations et fondations, etc.).
Des gouvernements ou des collectivités locales peuvent s'organiser également en lobbies ou recourir à des cabinets de lobbying pour faire valoir leurs points de vue et intérêts auprès d'autres autorités politiques, élus et institutions (exemples : des Conseils régionaux auprès du Parlement européen, des pays auprès de l'ONU ou du Fonds monétaire international).

## Méthodes
Le but d'un lobby est de convertir l'opinion publique et/ou des responsables politiques à la cause de leurs mandants (ou clients). Pour cela, la méthode principale est théoriquement l'argumentation persuasive : prouver aux personnalités politiques, journalistes et influenceurs qu'il est important pour le bien commun d'infléchir une politique publique (dans le sens voulu par le groupe de pression).
En 2013, la directrice générale de l'Organisation mondiale de la santé, Margaret Chan, a illustré l'influence des lobbys sur la santé publique :

« Les efforts de prévention des maladies non transmissibles vont à l'encontre des intérêts commerciaux de puissants opérateurs économiques. […] il ne s'agit plus seulement de Big Tobacco. La santé publique doit également faire face aux Big Food, Big Soda et Big Alcohol. Toutes ces industries craignent la réglementation et se protègent en utilisant les mêmes tactiques que des travaux de recherche ont bien documentées. Elles comprennent des groupes de façade, des lobbys, des promesses d'autorégulation, des poursuites judiciaires et des recherches financées par l'industrie qui brouillent les pistes et maintiennent le public dans le doute. Les tactiques comprennent également les cadeaux, les subventions et les contributions à des causes louables qui donnent à ces industries une apparence respectable aux yeux des politiciens et du public. Elles comprennent des arguments qui font porter aux individus la responsabilité des dommages causés à la santé et qui présentent les actions du gouvernement comme une ingérence dans les libertés individuelles et le libre choix. Il s'agit là d'une formidable opposition. […] Lorsque l'industrie est impliquée dans l'élaboration des politiques, soyez assurés que les mesures de contrôle les plus efficaces seront minimisées ou totalement écartées. Cela aussi est bien documenté et dangereux. Selon l'OMS, la formulation des politiques de santé doit être protégée contre les distorsions causées par des intérêts commerciaux ou particuliers. »

### Cadeaux
Les lobbies se livrent parfois à des méthodes peu éthiques : cadeaux luxueux, propositions de postes très bien payés à l'issue de leur mandat, avantages en tous genres. Les cadeaux offrant de la visibilité à des personnalités en début ou milieu de carrière sont courants : places VIP à des événements, invitations à des dîners privés, sur des plateaux télévisés, présidence de colloques politiques, concerts en présence de journalistes, etc.
Les cadeaux peuvent aussi prendre la forme de financement de sociétés savantes ou d'associations professionnelles ainsi que de conférences scientifiques ou médicales. Par exemple, en 2017, la Société française de nutrition a reçu des dizaines de milliers d'euros de l'industrie agroalimentaire (Coca-Cola, Danone, Ferrero, Lactalis, Nestlé et PepsiCo) et de l'industrie pharmaceutique (Baxter International, Fresenuis Kabi et Shire). Les trois quarts du budget de la Société européenne de cardiologie proviennent de l'industrie pharmaceutique. Aux États-Unis, tous les cadeaux en argent versé aux membres du Sénat doivent faire l'objet d'une déclaration au-delà d'un certain montant.

### Espionnage
Certains lobbies peuvent également avoir recours à l'espionnage pour connaître à l'avance le contenu des projets de loi et pouvoir préparer leur riposte : c'est ainsi que l'amendement interdisant le glyphosate de Delphine Batho s'est retrouvé en mai 2018 entre les mains de l'UIPP (Union des industries de la protection des plantes, principal lobby des pesticides réunissant notamment BASF, Bayer et Monsanto), bien avant sa publication officielle même auprès des députés, « Comme si les lobbyistes […] avaient un système d'alerte interne ou une complicité au cœur de l'Assemblée ». Certains lobbyistes comme Thierry Coste ne se cachent d'ailleurs pas de « faire beaucoup d'« investigation », de renseignement : j'infiltre les groupes de pression opposés, les syndicats, tout ce qui peut nuire aux intérêts de mes clients ».

### Pression
Sans qu'aucune accusation directe soit portée, des responsables politiques évoquent parfois des « pressions » personnelles, comme le ministre de l'écologie Nicolas Hulot : « Il y a un moment, il faut qu'on arrête d'être naïfs. Derrière ces firmes – et je vais parler avec prudence parce que croyez moi, on se sent tous menacés par ces firmes-là – ils ont des moyens de pression que l'on subit les uns et les autres. Il faut quand même le savoir, et faire en sorte que le lobbying de ces entreprises ne court-circuite pas la démocratie. Ces firmes-là ne sont puissantes que parce qu'on est faibles ».

### Infiltration
« Un conflit d'intérêts est une situation dans laquelle un jugement concernant tout intérêt public risque d'être influencé par un intérêt privé. »
Dans le même but, les lobbies les plus puissants tentent souvent d'infiltrer l'appareil politique lui-même, en transformant leurs cadres en candidats législatifs ou sénatoriaux : un certain nombre d'« anciens » lobbyistes professionnels sont ainsi députés et sénateurs en France, comme Hervé Maurey. Plus discrètement, ils proposent aussi aux élus des conseillers et attachés parlementaires venus de leurs rangs, et pouvant œuvrer moins en lumière, « dans l'ombre du pouvoir ». La corruption de simples employés (secrétaires, agents, etc.) par de grandes firmes semble également courante.

### Consultations
Les procédures de consultations publiques concernant des projets de règlementation, organisées notamment par l'Union européenne, sont promues et utilisées par les industries importantes pour influencer directement les autorités en leur faveur avec leurs arguments.

### Organisation de façade
Enfin certains lobbies préfèrent dissimuler leur nature, en se faisant passer pour des cabinets de conseil ou d'avocats, associations professionnelles, ou cabinets d'affaires publiques. Selon Étienne Girard, journaliste pour le journal Marianne, la Fondation pour la recherche sur les administrations et les politiques publiques serait un faux institut de recherche, mais un groupe militant « ultra-libéral » et Agnès Verdier-Molinié, sa dirigeante, présentée à tort comme « chercheuse » ou « experte ». Selon Stéphane Horel, l'International Life Sciences Institute est un autre exemple de pseudo-institut contrôlé par des groupes industriels.

### Science
Des lobbys peuvent influencer la littérature scientifique et/ou l'utiliser partialement, pour créer le déni ou une illusion de controverse et ainsi retarder des prises de consciences et/ou les décisions des autorités qui seraient contraires à leurs intérêts. Leurs techniques de manipulation incluent notamment le discrédit d'auteurs ou de laboratoires, la « recherche diversion », qui comprend deux approches : la « recherche leurre » pour détourner l'attention du problème et mettre en avant d'autres causes que le produit problématique ; et la « recherche obstruction » pour attaquer directement les études mettant en cause le produit problématique ou leurs auteurs. Par exemple, les études financées par l'industrie ont quatre à huit fois plus de chances de produire des conclusions en faveur du produit problématique, par rapport aux études indépendantes (réalisées avec des fonds non commerciaux).

## Lobbyismes et démocratie

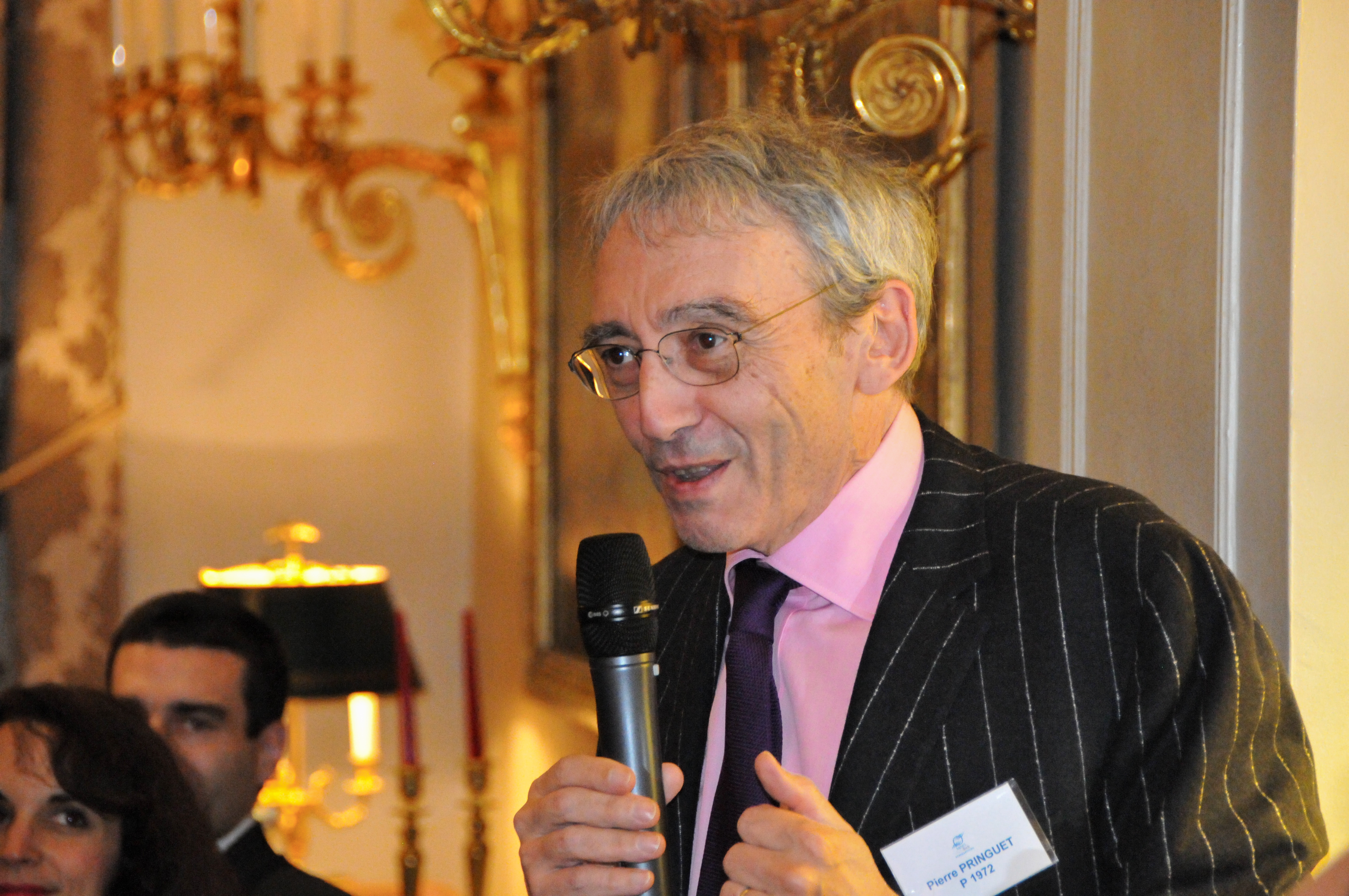
Pierre Pringuet, président de l'Association française des entreprises privées, lors d'un dîner gala organisé par les Mines Paris en 2015.

Les organisations faisant partie de la société civile ont un socle de constitution démocratique. Celles issues des États, des entreprises et des groupes religieux peuvent avoir un fonctionnement démocratique, même si leur naissance obéit à une volonté d'influence plus qu'à une expression démocratique.

### Expression de la société civile ou d'intérêts privés?
La tradition tocquevillienne et libérale souligne l'importance de la société civile et de la prise en compte de ses revendications par l'État. Cette tradition considère, en effet, que l'État doit être limité et ne peut assumer seul la charge du bien commun. Une bonne relation avec la société civile est, dès lors, indispensable. De ce point de vue, le lobbyisme est une application de cette mise en relation entre décisionnaires et société civile, au même titre que les corps intermédiaires que sont, par exemple, les syndicats. Cette analyse relève de la théorie pluraliste, dont les principaux auteurs sont les pères fondateurs américains, puis, au XXe siècle, Robert Dahl, David Truman et Arthur Bentley. Selon la théorie pluraliste, les groupes latents se mobilisent dès qu'ils sentent leurs intérêts menacés, et font contrepoids aux groupes dominants, établissant une forme d'équilibrage du système. L'inégalité des groupes d'influence auprès des instances de décision politique est la principale objection adressée à ce principe : à Bruxelles, par exemple, les lobbyistes interviennent essentiellement pour les groupes industriels et financiers (10 % seulement représentent les ONG) : ainsi, ce sont des intérêts privés et déjà dominants qui sont massivement actifs en lobbying.
Ainsi Jürgen Habermas estime que les sociétés civiles sont un niveau d'interaction médian entre les autorités ou pouvoirs publics et les citoyens. Elles favorisent la participation et l'implication des citoyens dans la définition des règles qui structurent toute société, et permettent d'apprécier le caractère libre et pluraliste d'une société démocratique. Cependant Jürgen Habermas exclut du concept de « société civile » les intérêts économiques organisés (notamment les entreprises) et les partenaires sociaux (syndicats…). Il constate que « les déficits démocratiques se font sentir chaque fois que le cercle des personnes qui participent aux décisions démocratiques ne recoupe pas le cercle de ceux qui subissent les conséquences de ces décisions ».
Le nouveau contrat social, s'il se veut le garant de l'idée d'autolégislation (selon laquelle les destinataires des lois doivent aussi pouvoir se regarder comme leurs auteurs), doit faire des sociétés civiles, interagissant dans les espaces publics, des interlocuteurs privilégiés en tant qu'elles constituent le socle et la substance de l'émergence des formes modernes de démocratie et de politique délibératives.
Le lobbyisme est cependant loin d'être du seul apanage de la société civile. Les collectivités territoriales, qui représentent à elles seules plus de 20 % des 3 000 groupes d'intérêts identifiés par le Parlement européen dans un document publié en novembre 2007, Lobbying in the European Union, mènent des actions de lobbyisme qui portent en particulier sur la défense des intérêts économiques des territoires, et qui s'exercent aussi bien au niveau local que national et supra national. À titre d'exemple, le développement des lignes de transport aérien exploitées par les compagnies à bas coût représente depuis la fin des années 1990 un enjeu majeur pour nombre de territoires de l'Union européenne. Les actions de lobbyisme sur ce sujet sont aussi bien menées vers la Commission européenne, qui régule les aides que ces collectivités peuvent accorder aux compagnies aériennes pour ouvrir des lignes depuis leur territoire, que vers d'autres collectivités territoriales, sollicitées pour participer aux financements recherchés.

## Critiques et évaluation

### Corruption institutionnalisée?
Comme le souligne le Service Central de Prévention de la Corruption, un organisme rattaché à la Chancellerie et à Matignon, dans son rapport annuel 1993-1994, « il faut se garder d'imaginer le « lobbyiste » sous les traits caricaturaux du dispensateur de pots-de-vin, confiné au rôle de maillon d'une chaîne de prébendes […]. Le lobbying - « le vrai » - se distingue à la fois de sa caricature et des pratiques douteuses. Les déviances marginales ne sauraient entacher l'ensemble d'une profession. Mais, de même que le monde des affaires veille de lui-même à ce que l'escroquerie soit sanctionnée, de même faut-il se donner les moyens de déceler le trafic d'influence ».

### Menace pour la démocratie?
La tradition rousseauiste considère le lobbyisme comme étant l'expression d'intérêts purement particuliers et menaçant l'intérêt général, que seul l'État peut arbitrer.
Le manque de vigilance et de compétence des services des États et des collectivités territoriales sur ces sujets et face aux opérations des lobbies, fragilise le contrôle de cohérence des actions menées par les différents acteurs économiques, et peut menacer la démocratie. Le 28 octobre 2012, l'Afep publie dans le JDD (Groupe Lagardère, possesseur de 7,5 % d'EADS: constructeur spatial, aéronautique et militaire) un « appel pour relancer la croissance et l'emploi » proposant l'adoption d'un certain nombre de mesures au gouvernement.
En Europe, la force du lobbyisme agit auprès des institutions de l'Union européenne, où se situent les enjeux globaux (énergétiques, environnementaux). La confusion des responsabilités au niveau juridique entre les États, où se définit encore aujourd'hui la souveraineté, et l'Union européenne, peut aboutir à un risque d'affaiblissement des processus de décision et à une menace pour les souverainetés des États.
Compte tenu des procédés d'influence utilisés par les cabinets les moins scrupuleux, et des déséquilibres entre les moyens de lobbying des grandes entreprises et des associations de simples citoyens, de nombreux observateurs estiment aujourd'hui nécessaire de protéger le fonctionnement des démocraties en se dotant d'une législation encadrant l'activité des lobbyistes et imposant notamment la transparence des opérations menées auprès des instances des décideurs politiques, en particulier sur le plan financier, assortie de véritables moyens de contrôle.
Une autre analyse consiste à considérer les lobbyistes comme des parties prenantes nécessaires au processus complexe de décision politique, qui permettent de faire remonter aux responsables publics des informations essentielles. C'est la thèse défendue notamment dans l'ouvrage Lobbying, les coulisses de l'influence en démocratie de Marie-Laure Daridan et Aristide Luneau. Sans rejeter l'encadrement nécessaire du lobbying et les efforts de transparence, ils estiment que « le lobbying est bon pour la démocratie ».
Voir : hiérarchie des normes, sécurité juridique

### Question de la régulation du lobbyisme
Néanmoins, l'expérience montre la nécessité, pour une démocratie représentative, de réguler l'activité de lobbyisme. Cette régulation ne peut être réellement effective que si certaines bases législatives existent. En effet, si les États-Unis disposent d'une législation fixant des contraintes de transparence aux actions de lobbying (Lobbying Act), celle-ci souffre d'insuffisances, notamment par l'absence de règles concernant le financement des partis. La collusion entre les intérêts financiers des entreprises, le lobbying et les partis politiques prospèrent sur ce vide juridique. L'affaire Abramoff (2006) en est une des manifestations.
En France, la loi du 9 décembre 2016 relative à la transparence, à la lutte contre la corruption et à la modernisation de la vie économique (dite loi Sapin II) institue la Haute Autorité pour la Transparence de la Vie Publique (HATVP), chargée - entre autres - de surveiller l'activité des lobbies. La loi Sapin II prévoit également la création d'un registre numérique (AGORA) des représentants d'intérêts, tenu par une autorité administrative indépendante. Cependant, cette loi au départ très ambitieuse a été « vidée de sa substance » par la Décision no 2016-741 DC du 8 décembre 2016 du Conseil Constitutionnel. À la date de la décision, le poste de secrétaire général du Conseil constitutionnel était occupé par Laurent Vallée. En août 2017, celui-ci a rejoint le groupe Carrefour.
Selon la HATVP, les 2 200 représentants d'intérêts inscrits sur le registre public ont souvent déclaré avec retard leurs activités pour 2019. 167 entreprises ou associations ont été mises en avant pour non-déclaration.

### Procédures-bâillon
Certains lobbies font appel à des procédures-bâillon, qui consiste en des attaques en justice sous des justifications fallacieuses afin de décourager les groupes menaçant leurs intérêts.
C'est notamment le cas de l'application Yuka, qui en septembre 2021 a dénoncé de tels actes de la part des lobbies de l'industrie de la viande, destinées selon elle à étouffer les alertes scientifiques qui mettent en cause les additifs nitrés dans les produits de charcuterie, ainsi que de l'opérateur minier Trajan, qui avait attaqué pour diffamation des groupements écologistes qui s'étaient opposés à leurs projets en Guyane.

## Pratiques par pays

### États-Unis
Pour comprendre le lobbyisme aux États-Unis, il faut se replacer dans le contexte de la fondation de la démocratie américaine. La Constitution américaine fut en effet inspirée du pluralisme de ses pères fondateurs James Madison, John Jay et Alexander Hamilton, dont on retrouve les conceptions pluralistes dans Le fédéraliste, revue qui regroupa l'ensemble des documents et des contributions des pères fondateurs dans leurs travaux d'élaboration de la Constitution américaine. La conception pluraliste de l'État a pour principe d'établir les bases du gouvernement sur les groupes et les factions.
Aujourd'hui encore, cette influence des groupes (tous confondus) sur l'élaboration de la norme publique, est un fait majeur du paysage politique américain. Pour Madison, ces groupes s'auto-régulent par un système de « freins et contrepoids » (checks and balances) : l'ascension de tel groupe est ainsi contrebalancée par l'influence d'un autre, le résultat de cet équilibre permettant d'atteindre un consensus qui se rapprochera de l'intérêt dit général. Dans l'esprit de Madison, ce dernier est donc le produit d'une lutte de pouvoirs telle qu'a pu ensuite la théoriser Robert Alan Dahl dans son ouvrage Who governs? (1961).

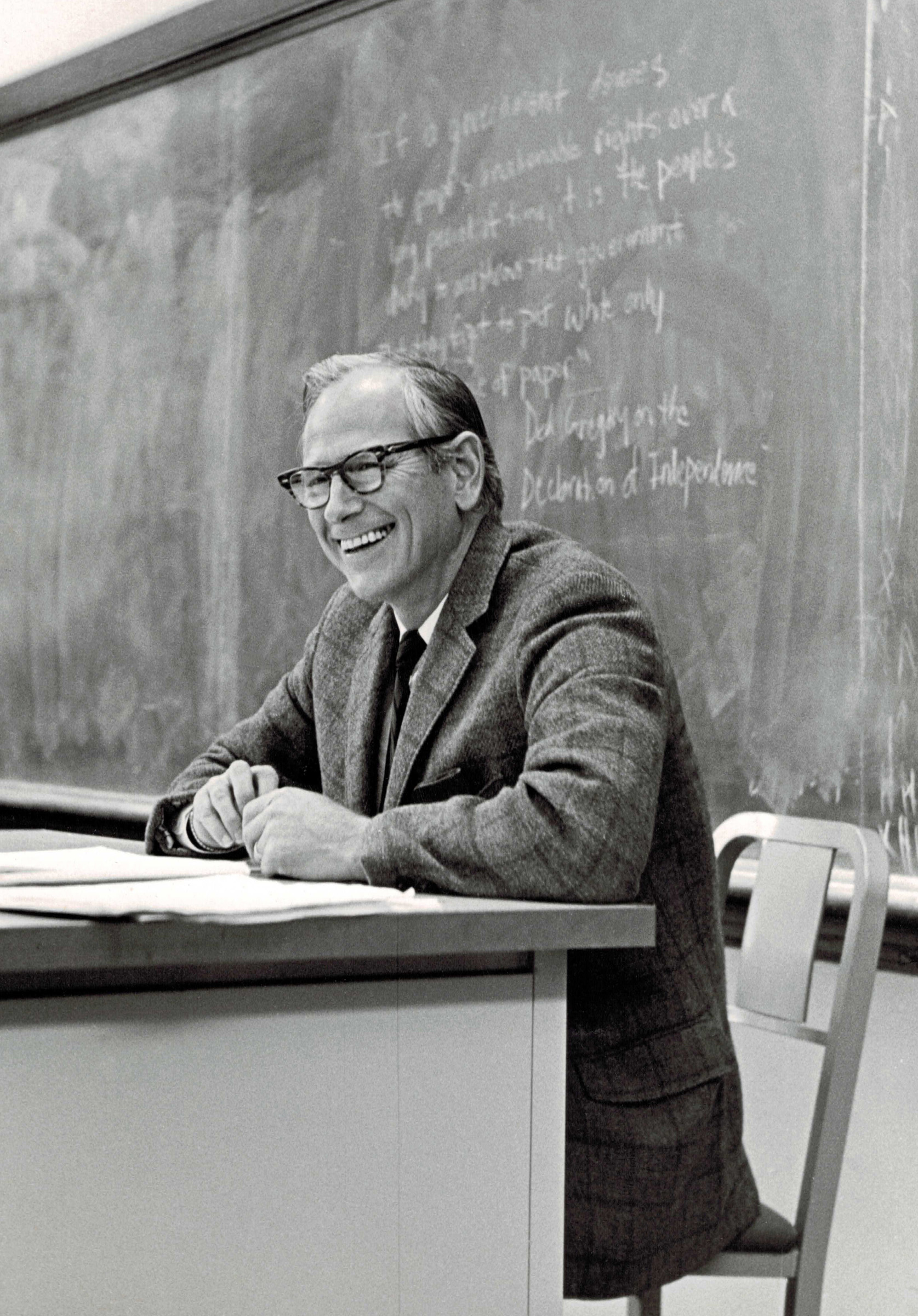
Robert Alan Dahl

On peut, en conséquence, parler pour les États-Unis d'une quasi-institutionnalisation des lobbies qui permet d'identifier précisément les différentes « factions » intervenant lors d'un débat.
Différents acteurs se regroupent alors pour constituer un lobby. Les lobbies utilisent différents moyens de pression :
- voix des membres ou sympathisants lors des élections ;
- actions médiatiques ;
- dons aux campagnes électorales ;
- apport intellectuel (par des think tanks) ;
- trafic d'influence
- etc.

Des tentatives de régulation s'attachent à limiter les dérives financières, accusées d'alimenter une forme de corruption. Actuellement[Quand ?], ce qui pose le plus problème est le dévoiement des think tanks dits d'intérêt public, et normalement consacrés à la réflexion politique, en groupes d'intérêts. Dans un autre registre, le très récent scandale Abramoff (en) a suscité l'émoi à Washington et remet à l'agenda les propositions visant à réguler très strictement la pratique du lobbyisme. Jack Abramoff, à l'abri d'un statut de chargé de mission auprès du groupe républicain au Congrès, avait en effet mis en place un réseau perfectionné soudoyant les parlementaires pour leur faire adopter des dispositions favorisant les intérêts de ses clients en corruption,.
Le Lobbying Disclosure Act de 1995 a ainsi établi plusieurs règles de transparence, et tente de réguler cette pratique.
Le nombre d'agences de lobbyistes répertoriées à Washington, D.C. a plus que doublé depuis 2000, passant de 16 000 à 34 000 environ en 2005. En 2021, deux géographes ont tenté, à partir des Wikidata, de cartographier le lobbying aux États-Unis, mettant en évidence leur surreprésentation dans l'État-capitale du District of Columbia.
L'argent dépensé par les entreprises et les groupes de pression pour défendre leurs causes au Congrès des États-Unis d'Amérique et auprès de l'administration est passé de 1,6 milliard de dollars en 2000 à 2,1 milliards de dollars en 2004[réf. souhaitée].
Certaines firmes ont augmenté leurs tarifs de 100 % et engagent à des salaires de départ de 300 000 dollars par an. Environ la moitié des anciens élus quittant le Congrès deviennent lobbyistes[réf. nécessaire].
Selon les experts, trois facteurs expliquent ce succès :
- L'augmentation des dépenses fédérales, passées de 1 790 milliards à 2 290 milliards de dollars entre 2000 et 2004 (l'objectif étant d'obtenir une part du gâteau)
- La tendance « pro-business » de la majorité républicaine au Congrès
- La reconnaissance des profits potentiels par les entreprises. Par exemple, Hewlett-Packard a pratiquement doublé son budget de lobbyisme en 2004 (734 000 dollars) et engagé la célèbre agence Quinn Gillespie & Associates pour faire passer au Congrès une législation spéciale qui lui a permis de rapatrier 14,5 milliards de dollars de profits de ses filiales à l'étranger en économisant des millions de dollars d'impôts.

La rue K Street NW, à Washington, concentre la majorité des agences de lobbying.

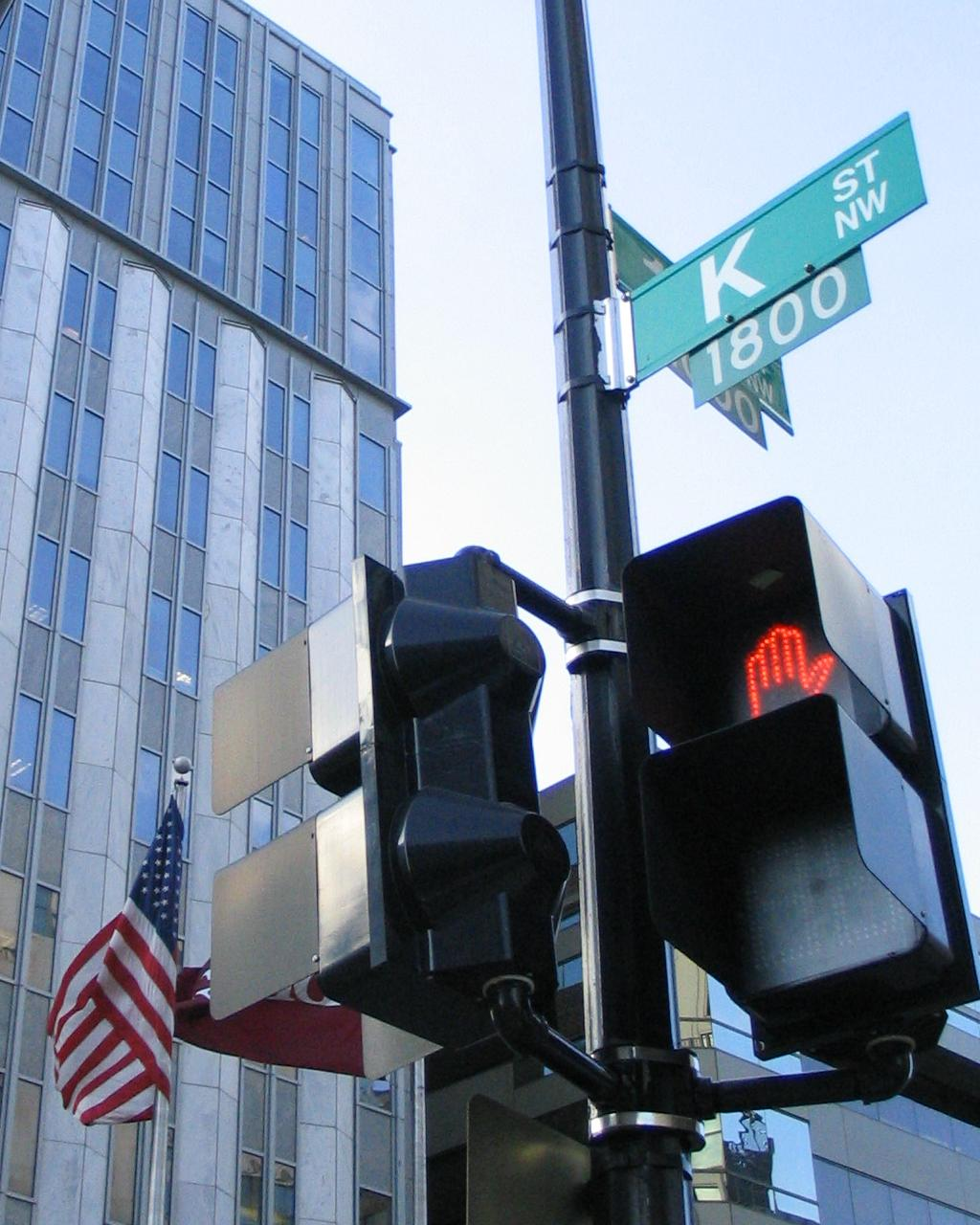
La rue K Street NW à l'angle avec celle de la Street à Washington.

#### Exemples
La National Rifle Association of America (NRA), le lobby pro-armes, investit massivement dans les campagnes électorales, essentiellement au profit des républicains. Elle a ainsi apporté 31,2 millions de dollars à celle de Donald Trump en 2016,.

### France
La France est un cas particulier en termes de « lobbying ». Cette pratique y est accompagnée d'une très lourde connotation négative et son appréhension reste largement tributaire d'une conception spécifique de l'intérêt général, héritage de la tradition rousseauiste, jacobine et révolutionnaire : « tout se passe comme si l'intérêt général servait de caution justificatrice cachant l'impossible autonomie étatique dans l'arbitrage entre les différents intérêts ». Le terme anglophone est avant tout utilisé par les médias français pour désigner les groupes ayant influencé de manière délibérément corporatiste, voire tout simplement négative, tel ou tel texte de loi ou norme. La plupart du temps, la pratique en elle-même du lobbyisme avance masquée sous les périphrases de « relations institutionnelles », « affaires publiques », « plaidoyer » ou encore « affaires européennes », émanant de structures diverses, privées, publiques ou associatives. Le lobbying professionnel en France, est représenté par l'Association Française des Conseils en Lobbying (AFCL) créé en 1991 et renommé rapidement « Association Française des Conseils en Lobbying et Affaires publiques ».

#### Jusqu'à laVeRépublique
Cette réticence extrême pour les groupes s'exprimera dès les prémices de la République avec les promulgations, pendant la Révolution, du décret d'Allarde des 2 et 17 mars 1791, qui abolit les corporations, puis de la Loi Le Chapelier du 14 juin 1791 qui interdit ensuite tout type d'association à vocation professionnelle.
À l'inverse, en 1940, le gouvernement de Vichy, institue les corporations obligatoires, uniques et subordonnées au pouvoir politique. Il s'appuiera notamment sur la corporation paysanne. Le régime de Vichy créera aussi les ordres professionnels, dont l'existence sera maintenue par la suite. Ces aléas vichystes contribueront ensuite, après la guerre, à renforcer la connotation négative associée à tout ce qui ressemble de près ou de loin à une tentative d'agrégation d'intérêt particulier à travers des groupes ou des factions. Dès 1945, le gouvernement provisoire remettra en vigueur le cadre de la loi de 1901 autorisant les associations.
La IVe République, en réaction, fut marquée par la pression de nombreuses factions, culminant avec les manifestations des bouilleurs de cru et le mouvement poujadiste défendant les intérêts des « petits » (petits artisans et petits commerçants).

#### VeRépublique

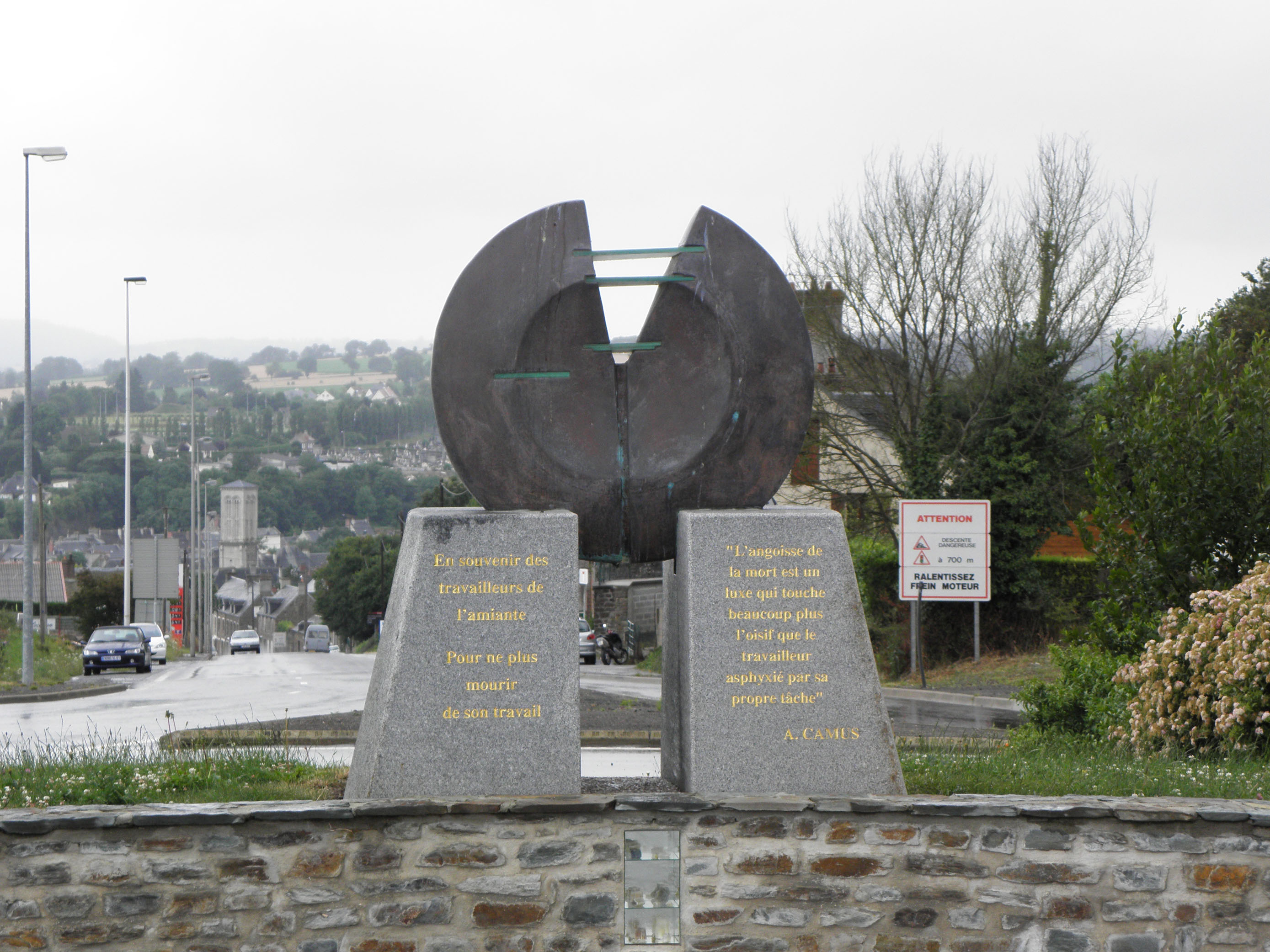
Monument dédié aux victimes de l'amiante à Condé-sur-Noireau. Selon l'Andeva, plus de 1500 victimes étaient déjà répertoriées, et environ cent mille pourraient encore advenir. Lors de la révélation de cette tragédie, le principal organe de lobby de l'Amiante, le Comité permanent amiante (CPA) s'est vu octroyer la plus grande part de la responsabilité.

La Ve République, en contre-réaction, va rétablir une relative défiance institutionnelle vis-à-vis des lobbys.
Il existe néanmoins des groupes d'études, parfois considérés comme des antichambres pour les lobbyistes. Début 2021 plus d'une centaine de ces groupes existent à l'Assemblée nationale (contre 20 au Sénat), agréés depuis le début de la XIVe législature (2017-2022). Au Sénat, ces groupes sont encadrés et contrôlés par des commissions. À l'Assemblée, ils sont libres, sans budget qui leur soit alloué, mais bénéficient de « facilités » de fonctionnement (réservation de lieux de réunion, édition de documents…). Tout député peut en créer, après validation par les commissions et approbation du bureau de l'Assemblée. Théoriquement ouverts à tous les députés, ils doivent approfondir et suivre des questions spécifiques (politique, économique, sociale ou internationale) trop pointues pour être traitées en commission. Ces groupes ne sont pas supposés directement interférer avec le processus législatif. Permettant d'assurer une veille juridique et technique sur des sujets spécialisées (problématique, secteur d'activité…), ils sont aussi un « lieu de discussions et d'échanges irremplaçables entre députés de tous bords » selon le site de l'Assemblée nationale.
En outre, les clubs parlementaires, souvent informels, permettent aussi la rencontre de parlementaires et de représentants d'intérêts, et sont organisés par des cabinets de lobbying tel Com'Publics.
En 2006, un débat se dessine à la suite du dépôt (30 octobre 2006) par les députés Arlette Grosskost et Patrick Beaudouin, d'une proposition de résolution (no 3399) visant à modifier le Règlement de l'Assemblée nationale pour établir des règles de transparence concernant les groupes d'intérêt. Cette proposition fait suite à la « jurisprudence Virgin ». En effet, pendant l'examen du projet de loi sur les droits d'auteur et droits voisins dans la société de l'information, des salariés de l'entreprise Virgin proposaient des kits de téléchargement aux députés dans la salle des conférences jouxtant l'hémicycle. Cet évènement avait choqué les parlementaires. La proposition de résolution tendant à modifier le Règlement de l'Assemblée nationale pour établir des règles de transparence concernant les groupes d'intérêt a été redéposée sous la treizième législature le 11 septembre 2007. Un « groupe d'études sur les pouvoirs publics et les groupes d'intérêt » a par ailleurs été institué à l'Assemblée nationale sous la coprésidence des députés Arlette Grosskost et Patrick Beaudouin.
Une délégation de l'Assemblée nationale sur les groupes d'intérêt est alors confiée par le président de l'Assemblée nationale Bernard Accoyer, au député et vice-président de l'Assemblée nationale, Marc Le Fur, pour mieux encadrer le lobbying à l'Assemblée nationale.
Début 2008, le rapport d'information du député Jean-Paul Charié plaide pour une reconnaissance des lobbyistes d'entreprise, de cabinets ou encore d'organisations professionnelles et non gouvernementales.
Le 26 octobre 2005, le Sénat a rendu public son rapport sur l'amiante (actuellement responsable de plusieurs milliers de morts annuels sur le seul territoire français). Ce rapport met en exergue le rôle ultra néfaste du CPA, Comité permanent amiante comme entreprise de lobbying. Source : Rapport du Sénat : « Le drame de l'amiante en France : comprendre, mieux réparer, en tirer des leçons pour l'avenir ». Rapport d'information no 37 (2005-2006), réalisé au nom de la mission commune d'information, déposé le 20 octobre 2005, sur le bilan et les conséquences de la contamination par l'amiante, Sénat, 2005.
En 2009, en s'inspirant de dispositifs tels que le registre européen des lobbyistes au Parlement européen et à la Commission européenne, le parlement français crée de premiers outils d'encadrement de l'activité des lobbys. Le 7 octobre 2009, le Sénat publie de premières règles incluant un registre obligatoire et la publication des noms des clients des lobbyistes, et en juillet 2009 l'Assemblée nationale publie « des règles de transparence et d'éthique applicables à l'activité des représentants d'intérêts », prévoyant que les lobbystes s'inscrivent, en précisant leurs activités et le type d'intérêts qu'ils défendent, sur un registre public (consultable en ligne) ; soumis au respect d'un code de conduite, ils ont alors, via un badge d'accès, un accès – non exclusif – à certaines salles de l'Assemblée nationale ; ce dispositif étant géré par la délégation aux représentants d'intérêts et aux groupes d'études, qui instruire les demandes d'inscription et peut proposer au Bureau un retrait temporaire ou définitif de la liste pour un lobby ne respectant pas ce code.
Le Réseau citoyen ETAL (pour un encadrement et une transparence des activités de lobbying, membre et partenaire d'Alter EU ; Alliance for Lobbying Transparency & Ethics Regulation), auditionné par le Sénat le 29 septembre 2009, les juge encore insuffisantes, bien que plus avancées que celles proposées par l'Assemblée nationale. ETAL estime qu'il faut développer l'« expertise indépendante, des auditions pluralistes et transparentes de tous les acteurs, et interdire les conflits d'intérêts ».
En 2011, l'Assemblée se dote d'un déontologue de l'Assemblée nationale.
LE 26 juin 2013, l'attente légitime des citoyens en matière de transparence de la vie politique, un nouveau code de conduite, proposé par Christophe Sirugue (alors Vice-Président de l'Assemblée chargé de la délégation aux représentants d'intérêts) est adopté. Il renforce les obligations déclaratives des lobbyistes (sommes affectées au lobbying, nom des clients des cabinets de consultants, part des dons et subventions publiques dans les recettes des organismes etc.). Il impose aussi aux rapports parlementaires de publier la liste des auditions et des personnes entendues, en distinguant les auditions menées auprès de représentants d'intérêts inscrits sur le registre des autres auditions, et interdit l'organisation de colloques à l'Assemblée assortissant le droit d'intervention à une participation financière. Ce code, tel que modifié le 13 juillet 2016 stipule que :
1. Les lobbyistes ont des obligations déclaratives et acceptent de rendre publiques leur déclaration. Ils informent le Bureau « tout élément de nature à modifier ou compléter ces informations » ;
2. ils donnent aux députés qu'ils rencontrent leur identité, celles de leurs clients et disent quels intérêts ils représentent ; les sociétés de conseil doivent clairement donner le nom du client qu'elles représentent alors et pouvoir « produire tout document permettant au député de connaître la nature du mandat confié par leur client » ;
3. ils respectent les règles d'accès et de circulation dans l'Assemblée nationale, et portent leur badge en évidence. l'accès à ces locaux n'est autorisé que dans le cadre de la mission ponctuelle qui les amène à l'Assemblée (pour le seul motif déclaré à l'accueil pour obtenir leur badge d'accès) ;
4. ils ne peuvent céder à titre onéreux, ou contre toute forme de contrepartie, des documents parlementaires ainsi que tout autre document de l'Assemblée nationale ;
5. ils ne peuvent pas user du papier à en-tête ni du logo de l'Assemblée nationale, ni de l'adjectif « parlementaire » pour qualifier des évènements qu'ils organisent ou des structures qu'ils créent ;
6. ils évitent toute démarche visant à « obtenir des informations ou des décisions par des moyens frauduleux ».
7. les informations données à un députés par un lobbyiste doivent « être ouvertes sans discrimination à tous les députés, quelle que soit leur appartenance politique » ;
8. « Ces informations ne doivent pas comporter d'éléments volontairement inexacts destinés à induire les députés en erreur » ;
9. les démarches publicitaires ou commerciales sont interdites aux lobbyistes dans les locaux de l'Assemblée nationale ; il est interdit d'utiliser les locaux de l'Assemblée nationale pour des évènements liés à la promotion d'intérêts ;
10. les lobbyistes font figurer « clairement les noms des entités finançant les manifestations ou les structures auxquelles participent les parlementaires ; ils doivent informer systématiquement les parlementaires du coût des invitations qui leur sont adressés afin de leur permettre de se conformer aux obligations déclaratives prévues dans le code de déontologie des députés » ;
11. ils ne peuvent « se prévaloir, vis-à-vis de tiers, à des fins commerciales ou publicitaires, de leur présence sur la liste fixée par le Bureau. Ils ne présentent pas, dans leurs relations avec l'Assemblée nationale ou des tiers, l'inscription sur le registre des représentants d'intérêts comme une reconnaissance officielle ou un lien quelconque avec l'Assemblée nationale de nature à induire leurs interlocuteurs en erreur » ;
12. « Les prises de parole dans les colloques organisés au sein de l'Assemblée nationale par les représentants d'intérêts inscrits sur le registre, ou toute autre entité extérieure à l'Assemblée nationale, ne peuvent en aucune façon dépendre d'une participation financière, sous quelque forme que ce soit » ;
13. Le non-respect du code par un lobyste enregistré ou par son représentant peut conduire le Bureau, après instruction, à suspendre ou radier le lobby du registre et le fait peut être publié sur le site internet.

En 2018, sur les 298 collaborateurs des cabinets ministériels du gouvernement Philippe, 43 étaient d'anciens employés de cabinets de lobbying, dont 4 sur les 9 que compte le ministère du travail, dirigé par Muriel Pénicaud. Plusieurs lobbyistes professionnels sont aujourd'hui députés ou sénateurs, à l'exemple d'Hervé Maurey, Sénateur de l'Eure depuis 2008 après avoir dirigé M et M Partner et Altédia Santé, deux puissants cabinets de lobbying parlementaire. Depuis le 30 avril 2018, les représentants d'intérêts doivent déclarer leurs activités sur le registre de la Haute Autorité pour la Transparence de la Vie Publique (HATVP), conformément à la loi du 9 décembre 2016 relative à la transparence, à la lutte contre la corruption et à la modernisation de la vie économique (dite loi Sapin II). Cette loi prévoyait à l'origine un contrôle strict et notamment un bilan financier des activités de lobbying ; cependant l'avocat Laurent Vallée, alors secrétaire général du Conseil constitutionnel, la vide de sa substance par la Décision no 2016-741 DC du 8 décembre 2016, et rejoint huit mois plus tard le groupe Carrefour en tant que secrétaire général.
En 2019, 2 200 représentants d'intérêts se sont déclarés auprès de la Haute Autorité pour la transparence de la vie publique(HATVP),. Douze secteurs d'activité concentrent 85 % des actions de lobbying. Les représentants d'intérêts ciblent principalement les ministères et cherchent à influencer les décisions concernant des lois ou des actes réglementaires. Les discussions informelles est le premier moyen privilégié par les lobbyistes pour exercer leur influence.
Début 2021, l'Assemblée a reconnu, via un rapport « Propositions pour un lobbying plus responsable et transparent », que les groupes de travail restent souvent très opaques, et sont ciblés par de nombreux lobbies. Ainsi en 2017 le directeur d'une fédération de syndicats viticoles, le CNAOC souhaitait la création d'un groupe d'études viticole « car il nous permet de faire passer des messages » ; le groupe d'études « vigne, vin et œnologie » compte de nombreux participants, mais ne publie rien, considéré parmi les deux plus opaques par un reportage de Cash Investigation intitulé Alcool, les stratégies pour nous faire boire. Élise Lucet s'est introduite dans un évènement du groupe « vigne, vin et œnologie » où le ministre de l'Agriculture s'est également rendu, et montre qu'elle s'apparentait à une grande dégustation de vins gratuitement offerts aux députés présents, plutôt qu'à une réunion de travail. Elle a interviewé le vice-président du groupe, lui-même producteur de vin en Alsace, qui a dit assumer de jouer un rôle de représentants des intérêts viticoles. En 2009, Martine Billard évoquait déjà « Les députés du vin : le parti où jamais une voix ne manque ».
En 2021, 19 groupes d'études (ex. : groupes « Jardins, paysages, horticulture, parcs et forêts », « Pêche de loisir » ou « République et religions » qui ne se réunissaient plus) ont été supprimés, sur 122, le plus haut chiffre jamais atteint selon M. Waserman, qui dénonçait une inflation depuis le début des années 2000. Ce dernier propose que soit crée une charte imposant une « activité effective » (au moins trois réunions par an), la transparence, une publication systématique des travaux du groupe, et une déclaration orale d'intérêts par chaque personne auditionnés.

#### Exemples
Des hauts fonctionnaires font des allers et retours entre le privé et le public. Édouard Philippe a été directeur des affaires publiques pour Areva, avant de devenir premier ministre. Marie-Anne Barbat-Layani précédemment directrice générale de la Fédération bancaire française (FBF), représentant les grandes banques françaises, a été nommée secrétaire générale des ministères économiques et financiers. Elle y décidera des recrutements et des suppressions de postes.
Selon une citation de Michèle Rivasi en 2011 (eurodéputée écologiste et surtout fondatrice de la CRII-RAD, un organisme scientifique indépendant qui mesure la radioactivité et informe sur la filière nucléaire), elle est catégorique sur l'existence d'un groupe de pression sur le nucléaire : « Bien entendu qu'il y a un lobby. C'est un ensemble de gens qui sont dans des institutions différentes, dans les cabinets des ministères, mais aussi des anciens du commissariat à l'énergie atomique devenus députés. Dès qu'une critique commence à poindre sur le nucléaire, ils se précipitent pour le défendre ».
D'autres sont élus en place. Ainsi Christophe Najdovski est en même temps « Adjoint chargé de la végétalisation de l'espace public, des espaces verts, de la biodiversité et de la condition animale » au Conseil de Paris (depuis 2020 après avoir été « adjoint chargé des transports » de 2014 à 2020) et président de la Fédération cycliste européenne (2018-2021).

### Québec
Les communications d'influence auprès des décideurs publics sont réglementées depuis 2002 au Québec.
L'entrée en vigueur de la Loi sur la transparence et l'éthique en matière de lobbyisme est le résultat d'une réflexion sérieuse sur l'utilité des communications d'influence. Entrée en vigueur le 13 juin 2002, la Loi est assortie d'un Code de déontologie qui s'applique officiellement aux activités de lobbyisme depuis le 4 mars 2004[citation nécessaire].
Au Québec, le lobbyisme est défini légalement comme étant : « toutes les communications, orales ou écrites, avec un titulaire d'une charge publique dans le but d'influencer (ou pouvant raisonnablement être considérées comme étant susceptibles d'influencer) certaines prises de décision »[citation nécessaire].
La Loi sur la transparence et l'éthique en matière de lobbyisme légitime la pratique du lobbyisme. Elle encadre les activités de lobbyisme pratiquées auprès des titulaires de charges publiques du Québec. Elle soumet les lobbyistes :
- à une obligation d'inscription sur un registre public, géré par l'Officier de la publicité des droits personnels et réels mobiliers, qui relève du ministère de la Justice ;
- au respect d'un code de déontologie ;
- à la proscription de certains actes.

Le commissaire au lobbyisme du Québec est nommée par l'Assemblée nationale du Québec. Il a pour mission de surveiller et de contrôler les communications d'influence concernant les décisions prises dans les institutions parlementaires, gouvernementales et municipales. Il dispose de pouvoirs et de ressources d'inspections et d'enquêtes relativement à toute contravention aux dispositions de la Loi et du Code de déontologie[citation nécessaire].
À ses débuts, le Commissaire au lobbyisme du Québec (CLQ) fait connaître les nouvelles obligations et droits des personnes pratiquant le lobbyisme, s'y intéressant ou en faisant l'objet. Une stratégie de communication faite directement auprès des citoyens, des titulaires de charges publiques et des lobbyistes, est mise au point. Des programmes de surveillance, de contrôle et de support juridique sont aussi mis sur pied. Le CLQ dépose un rapport d'activité chaque année devant l'Assemblée nationale du Québec[citation nécessaire].
L'inscription au registre des lobbyistes se trouve au cœur de ses activités de contrôle, et beaucoup d'efforts ont été faits pour convaincre qu'il en va de l'intérêt de tous d'y déclarer leurs activités de lobbyisme. Des avis, des ordonnances de confidentialité et une veille législative et technologique permettent d'augmenter l'efficacité des interventions du CLQ [citation nécessaire].

### Suisse
Le système politique de la Suisse, décentralisé selon le principe de subsidiarité et avec un État central faible, a favorisé le développements de puissants lobbys économiques,. Depuis les années 1990, le pouvoir des grandes associations économiques a diminué (notamment en faveur du parlement).
En 2014, l'association Lobbywatch démarre un projet de recensement complet des liens d'intérêts de tous les parlementaires de l' Assemblée fédérale. La base de données est accessible à tous les internautes et permet de vérifier les déclarations officielles.
En 2019, les Suisses approuvent un durcissement tendant à harmoniser le cadre légal de l'utilisation des armes à feu avec celui de l'Union européenne, malgré l'opposition du lobby ProTell contre cette nouvelle législation.

## Dans l'Union européenne
L'Union européenne ne présente pas aujourd'hui de législation, en tant que telle, qui régit la pratique du lobbyisme, à l'exception du Parlement européen. Dans un souci de transparence, la Commission a mis en ligne, le 23 juin 2011, un registre en ligne où « sont invités à s'inscrire […] tous les représentants d'intérêt qui cherchent à influer sur l'élaboration des politiques et les processus décisionnels des institutions européennes ». L'inscription volontaire et non obligatoire à ce registre est critiquée par certains acteurs, ONG notamment, de même qu'une transparence insuffisante (« Les règles de divulgation des informations financières sont fragiles et biaisées » a estimé en 2008 Alliance for Lobbying Transparency & Ethics Regulation (ALTER-EU)). L'inscription engage le lobbyiste à décrire son identité, ses actions, quelques éléments financiers. Il l'engage aussi à respecter un code de bonne conduite.

### Enjeux stratégiques
L'organisation des institutions européennes est très nettement tournée vers la consultation de la société civile et des groupes d'intérêt, sur des sujets tout à fait stratégiques qui déterminent l'avenir de chaque citoyen, et qui correspondent aux enjeux contemporains :
- Finance
- Énergie,
- Environnement,
- Services,
- Chimie,
- Agriculture et biotechnologies,

etc. (Liste des consultations en cours).
Le lobbyisme est une réponse à cette sollicitation institutionnelle, et influence fortement la législation sur ces sujets, via les directives européennes qui, en termes juridiques, ont une valeur plus élevée que les droits nationaux.
Voir : hiérarchie des normes ; subsidiarité.
Quelques exemples :
- Les accords-cadres de 1990 sur la formation professionnelle ou ceux de 1997 sur le travail à temps partiel ont pu être mis en place sous l'impulsion de l'Union des confédérations de l'Industrie et des Employeurs d'Europe (UNICE, appelé BUSINESSEUROPE dès février 2007), de l'Union Européenne de l'Artisanat et les Petites et Moyens Entreprises (UEAPME), du Centre Européen de l'Entreprise Publique et de la Confédération Européenne des Syndicats.
- La directive REACH est également un exemple type de l'influence des ONG environnementales sur la mise en œuvre d'un processus qui aboutira à une refonte complète, non seulement de toutes les industries chimiques européennes (et mondiales), mais aussi des industries amont et aval.
- Les lobbies sont omniprésents, surtout dans le cas des politiques d'intégration comme la Politique agricole commune. Ils ont effectivement tout intérêt à informer et à convaincre les instances de l'Union, plutôt que les instances nationales, en raison de la primauté du droit européen.
- La finance emploie 1 700 lobbyistes dans la capitale belge, plus que tous les autres secteurs. Elle dépense 120 millions d'euros par an en lobbying[86]. Sur les 906 organisations consultées par Bruxelles pour réfléchir aux régulations à mettre en place après la crise financière de 2008, 55 % représentaient la finance, contre 12 % pour les autres secteurs et 13 % pour les ONG, syndicats et associations de consommateurs.

### Groupes de pression et expertise

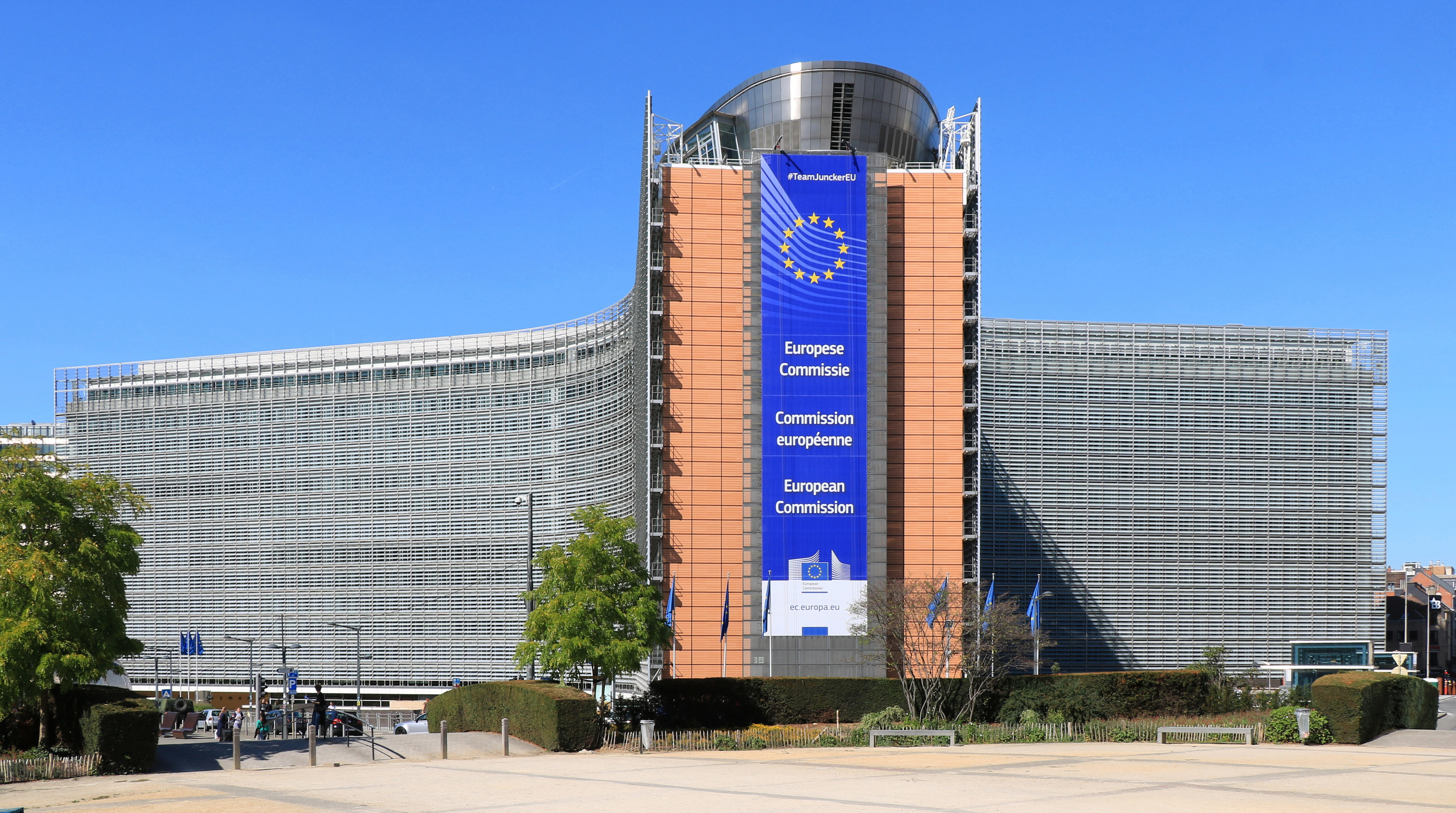
La Commission européenne à Bruxelles, auprès de laquelle le lobbyisme est très actif.

Bruxelles a toujours compté avec les groupes de pression et cette reconnaissance est allée en s'accentuant avec le temps. En effet, la logique communautaire a entraîné de plus en plus de confrontations d'intérêts, d'où un besoin de consensus, de compromis qui se fait sur le mode compétitif et concurrentiel. Les lobbies sont ainsi là pour arbitrer et informer les décideurs politiques. De plus, et en regard des intérêts que représentent les groupes de pression, il semble que l'Europe ne peut imposer son autorité en raison de son manque de légitimité : la Commission européenne et le Parlement européen ont donc tout intérêt à demander leurs avis à ces groupes pour envisager leurs réactions.
Dans le processus de décision de l'Union européenne, la Commission européenne privilégie effectivement l'expertise que fournissent les groupes d'intérêts européens, conformément à la lettre du traité de l'Union européenne qui encourage le dialogue et la participation des intérêts de la société civile.
L'expertise est très importante pour Bruxelles. En effet, le système européen ressemble à un véritable patchwork avec un organigramme très complexe, des instances de dialogue extrêmement spécialisées, un système décisionnel à plusieurs vitesses reflétant une structure partagée entre intergouvernementalité et supranationalité. Les fonctionnaires sont alors là pour recueillir les avis et propositions, suivant la spécialité des services de la Commission qui sont au nombre de trente-cinq. Le processus de spécialisation a eu tendance à se complexifier en étant encouragé par la Commission européenne : les groupes se divisent en même temps que de nouveaux dossiers voient le jour afin d'obtenir des expertises plus pointues et plus spécifiques. Les membres du Parlement ont également multiplié les contacts avec ces groupes de pression. Ils prennent en compte les intérêts pour chaque commission et intergroupe en y gagnant une qualité d'expertise et des contacts leur permettant d'asseoir sa légitimité dans ces domaines.
Les premiers lobbies étaient surtout politiques, car tout était encore à faire en matière de construction européenne. Ils sont soit fédéralistes, soit unionistes. Ils acceptent la politique des petits pas, et se spécialisent surtout sur le libre-échange. Le groupe le plus représentatif est le Comité d'action pour les États-Unis d'Europe fondé par Jean Monnet à l'origine de la relance de Messine. En 1959, après la CEE et l'Euratom, on compte 71 groupes d'intérêts. Il s'en créera en moyenne 34 par an, entre 1957 et 1963. En revanche, ceux-ci sont plus tournés vers les États et les actions nationales car les entreprises se méfient, à cette époque, de l'Europe. Dans les années 1960, on observe une multiplication de ces groupes avec des fédérations européennes d'associations nationales qui sont créées sous l'impulsion de la Commission européenne désirant une meilleure coordination. Ceci est renforcé par l'Acte unique qui dote la Commission européenne d'un véritable programme et d'un calendrier. Le lobbyisme est donc très implanté en Europe depuis une vingtaine d'années.

### Importance du lobbyisme: quelques chiffres
Une étude sur le lobbying européen, du Parlement européen recensait en 1992 environ 3 000 groupes d'intérêts, acteurs de l'Union européenne.
- Environ 600 concernaient les régions, avec toutefois un pouvoir atténué par le fait que les négociations passent par les États ;
- Environ 500 étaient des fédérations européennes ;
- 200 environ représentaient des entreprises. La plupart des grandes entreprises ont des antennes individuelles à Bruxelles (EDF, Renault, Veolia Environnement, Lafarge) ;

32 % des groupes de pression étaient des associations communautaires et 17% étaient des bureaux de conseil ; le reste comprenant notamment des avocats, organisations environnementalistes, organisations internationales… Certains de ces lobbies défendent des intérêts particularistes sectoriels ou interprofessionnels, et d'autres l'intérêt public et la société civile.
Quelque 20 000 lobbyistes se retrouvaient face à 15 000 fonctionnaires européens.

### Registre unique de transparence, obligatoire depuis 2021
Une base de données, publique et régulièrement mise à jour, dite Registre de transparence a d'abord été créée en 2011, avec une révision du dispositif en 2014 puis une refonte en 2021 (enregistrement obligatoire et nouveau formulaire depuis le 20 septembre 2021, appliquant les exigences communicationnelle introduites par un accord signé en 2021).
Ce registre unique, relié au portail «data.europa.eu/fr», est désormais obligatoire pour toutes « les activités de représentation d'intérêts au sein du Parlement européen, du Conseil et de la Commission »,. Après le délai de 6 mois signifié à tous les inscrits, 87 % des entités du registre avaient, au 20 septembre 2021, rectifié leur enregistrement et 1 496 autres ont été radiées du registre mais autorisées à formuler une nouvelle demande d'enregistrement. Le nombre de déclarants au « registre de transparence » a décliné, de 13 366 au 31 décembre 2021 à 12435 lobbyistes enregistrés au 08/01/2023, dont une forte majorité (8 240) promouvaient « leurs propres intérêts ou les intérêts collectifs de leurs membres ».
En 2021, ce registre de transparence a été consulté 326 700 fois dans l'année (27 200 visites par mois en moyenne).

### Relation avec le processus de décision
Les lobbys ont donc un pouvoir d'influence indirect par le fait qu'ils participent aux comités consultatifs de la Commission européenne, qui a le monopole d'initiative sur de nombreux dossiers dans le premier pilier de l'Union européenne, celui de l'intégration. Ils participent donc intimement au fonctionnement de la Commission européenne. Ils emploient pour cela des moyens de communication par Internet. Les recherches sur le web sont aujourd'hui traitées par l'intermédiaire de données spécifiques (voir métadonnées).
Au-delà des institutions, de grandes entreprises privées et des groupements industriels financent directement des partis politiques européens.

### Initiatives en vue d'une réglementation
Le Parlement européen, à l'instar du Bundestag, dispose d'un règlement intérieur régissant l'accès des lobbyistes à son enceinte. Ces derniers sont tenus de s'inscrire sur un registre public (disponible sur internet) et doivent respecter le code de conduite annexé au règlement.
Le commissaire européen Siim Kallas, en mars 2005, a proposé une initiative européenne visant à renforcer les règles de transparence auxquelles devraient être soumis, selon lui, les 15 000 lobbyistes qui cherchent à les influencer. Ces propositions ont été précisées en novembre 2005 et sont basées sur quatre points :
1. renforcer l'information relative aux bénéficiaires de financements européens,
2. lutter contre la fraude,
3. accroître la transparence du lobbyisme,
4. établir des règles éthiques et de compte rendu pour ceux qui font la loi (commissaires, membres du Parlement européen et du Conseil de l'Union européenne) dans un livre vert de la Commission européenne sur la transparence, finalisé en mai 2006[94].

Face à cette initiative communautaire, les associations de lobbyistes réagissent différemment. L'EPACA (European Public Affairs Consultancies Association) a fait savoir qu'elle préférait l'auto-régulation (par le biais de chartes interprofessionnelles) à la législation. ALTER-EU, une coalition d'ONG qui fait au contraire campagne pour mettre fin aux « privilèges corporatistes et au secret autour du lobbying à Bruxelles », soutient l'initiative pour la transparence de la Commission Barroso.
Depuis 2008, il existe un Registre des représentants d'intérêts à la Commission européenne, qui fonctionne sur un mode volontaire. Il permet aux citoyens européens d'avoir accès à une base regroupant les lobbyistes enregistrés ainsi que les sommes engagées au cours de l'année précédente. En 2014 un accord interinstitutionnel a été adopté entre la commission européenne et le parlement européen. Depuis des négociations sont en cours pour améliorer encore cet accord.

## Éthique du lobbyiste
Dans certaines juridictions, pour renforcer la confiance du public dans le processus décisionnel, et pour éviter tout conflit d'intérêts réel ou apparent ; un code de déontologie des lobbyistes existe (par exemple au Canada depuis 2023). Il définit généralement un cadre et des principes fondamentaux, qui doivent guider toute activité de lobbying auprès des institutions et de leurs représentants pour ne pas basculer dans la corruption (ou tentative de corruption). Les valeurs éthiques clé ici mobilisées sont généralement : la transparence, le respect des institutions gouvernementales et de leurs personnel, intégrité, et professionnalisme.
À titre d'exemple, Le « Code de déontologie des lobbyistes du Canada » (2023) définit le lobbyiste comme « toute personne rémunérée pour exercer des activités de lobbying, incluant les appels au grand public visant à inciter la population à contacter des fonctionnaires » ; et il impose à ce lobbyiste des obligations de « divulgation » (identifier clairement son client ou employeur, et l'objet de sa démarche ; il doit aussi informer ce client ou cet employeur des obligations légales liées au lobbying, et s'assurer que les déclarations au registre sont exactes ; le « client » est « toute personne, personne morale ou organisation ou tout groupe qui paie ou promet de payer de l'argent ou tout autre objet de valeur à un lobbyiste conseil »). Ce lobbyste a aussi des obligations de « fiabilité » (il doit agir de bonne foi, fournir des informations véridiques, et ne jamais utiliser des renseignements confidentiels obtenus auprès de fonctionnaires sans leur consentement éclairé). Il lui est interdit de fournir des cadeaux ou marques d'hospitalité à des fonctionnaires, sauf s'ils sont de faible valeur (moins de 40 $ par article, et au total, moins de 200 $ par an). Des exemptions peuvent être accordées par le commissaire, selon des critères précis, mais leur non-respect est une infraction. Toute situation pouvant raisonnablement créer un sentiment d'obligation est proscrite. Le lobbyiste ne doit donc jamais exercer d'influence sur un fonctionnaire avec qui il entretient une « relation étroite » ou pour lequel il a effectué un travail politique, sauf après une période de restriction. La notion de liens étroits désigne ici « des liens fondés sur une affection personnelle, sur une confiance ou une loyauté mutuelle, ou sur une interdépendance professionnelle, commerciale ou financière — qui va au delà d'une simple connaissance de la personne » (avec par exemples des « relations familiales étroites, comme la famille proche par le sang, par naissance, par alliance, par adoption, ou par union de fait, ou tout membre de la parenté ou toute autre personne qui habite de façon permanente dans le même foyer » ; des « relations personnelles étroites », telles que « des amis proches ou des meilleurs amis, ou des partenaires intimes ou romantiques (à l'exclusion des personnes connues uniquement par le biais des cercles sociaux ou des réseaux élargis) » ; des relations de travail étroites, telles que « des relations professionnelles importantes ou de longue date tissées dans le cadre d'une étroite collaboration au travail (ayant travaillé pour la même entité, le même employeur ou le même client ne signifie pas en soi avoir une relation étroite) » ; des relations d'affaires étroites (ex : détenir ensemble une entreprise ou un consortium d'entreprises ou collaborer étroitement au sein de cette entreprise ou de ce consortium d'entreprises) ; ou encore des relations financières étroites, telles que le « fait de se partager la propriété d'un bien ou de gérer conjointement des investissements partagés »,
Ainsi, l'éthique du lobbyiste ne devrait pas se limiter à ses seules interactions directes avec les décideurs publics : elle s'étend à l'ensemble des moyens utilisés pour façonner l'environnement politique, y compris les campagnes d'influence indirectes. Le respect du Code implique donc une vigilance accrue face aux méthodes de contournement qui, bien que légales (dans le sens où elles ne sont pas spécifiquement et clairement interdite), peuvent gravement miner l'intégrité du débat démocratique. Au Canada, « à compter du jour où un élu ou une élue cesse d’occuper ses fonctions de député, cette personne devient un ou une ancien(ne) titulaire d’une charge publique désignée et doit s’abstenir d’exercer des activités de lobbying fédérales pendant cinq ans ».
C'est le cas par exemple de pratiques telles que la diffusion de fake news, l'utilisation de l'IA pour dresser des profils psychologiques et manipuler les esprits ou l'opinion publique comme cela fut le cas dès le milieu des années 2010 avec l'IA Ripon utilisée par les officines Cambridge Analytica et sa consoeur canadienne AggregateIQ (qui a le même actionnaire principal que Cambridge Analytica : Robert Mercer)) dans le cadre du Scandale Facebook-Cambridge Analytica pour faire élire Donald Trump, faire advenir le Brexit et truquer d'autres élections, dans une vaste opération principalement montée et financée par l'extrême droite américaine, via l'argent de la famille Mercer et Steve Bannon,,
De même, l'utilisation de l'astroturfing (qui consiste à faire croire à des mouvements citoyens spontané, pour influencer l'opinion publique, des fontionnaires ou des élus) pose encore un défi éthique majeur ; au Canada, il ne semble pas explicitement interdit (tant qu'il s'agit d'appels au grand public pour persuader le public de communiquer avec des fonctionnaires — mais le lobbyiste doit alors identifier pour qui il agit (client ou employeur) et l'objets de sa communication. En contournant les registres officiels de lobbying, via des think tanks (souvent soutenus par le réseau mondial d'influence, l'Atlas Network), des cabinets de conseil ou des officines numériques, certains groupes cherchent à peser indirectement mais efficacement sur les élus par le biais de pressions populaires fabriquées. Cette stratégie, favorisée par les chambres d'écho et les moteurs algorithmiques des réseaux sociaux, brouille la frontière entre mobilisation authentique et manipulation orchestrée, compromettant les principes de transparence et d'honnêteté exigés par ces codes éthiques et déontologiques.

## Arts et littérature
La thématique du lobbying est au centre de Comédies Françaises, un roman d'Eric Reinhardt publié en 2020 aux Éditions Gallimard. Cette fiction-enquête raconte comment président Valéry Giscard d'Estaing, en 1974-1975, au début des surfacturations aux PTT, a décidé l'abandon du Plan Calcul, d'Unidata, de la Délégation Générale à l'Informatique, et du Réseau Cyclades. Le livre consacre un chapitre ironique entièrement consacré à une « hagiographie » d'Ambroise Roux patron de la CGE, publiée en 1996 par Anne de Caumont.